# 芬式棒球

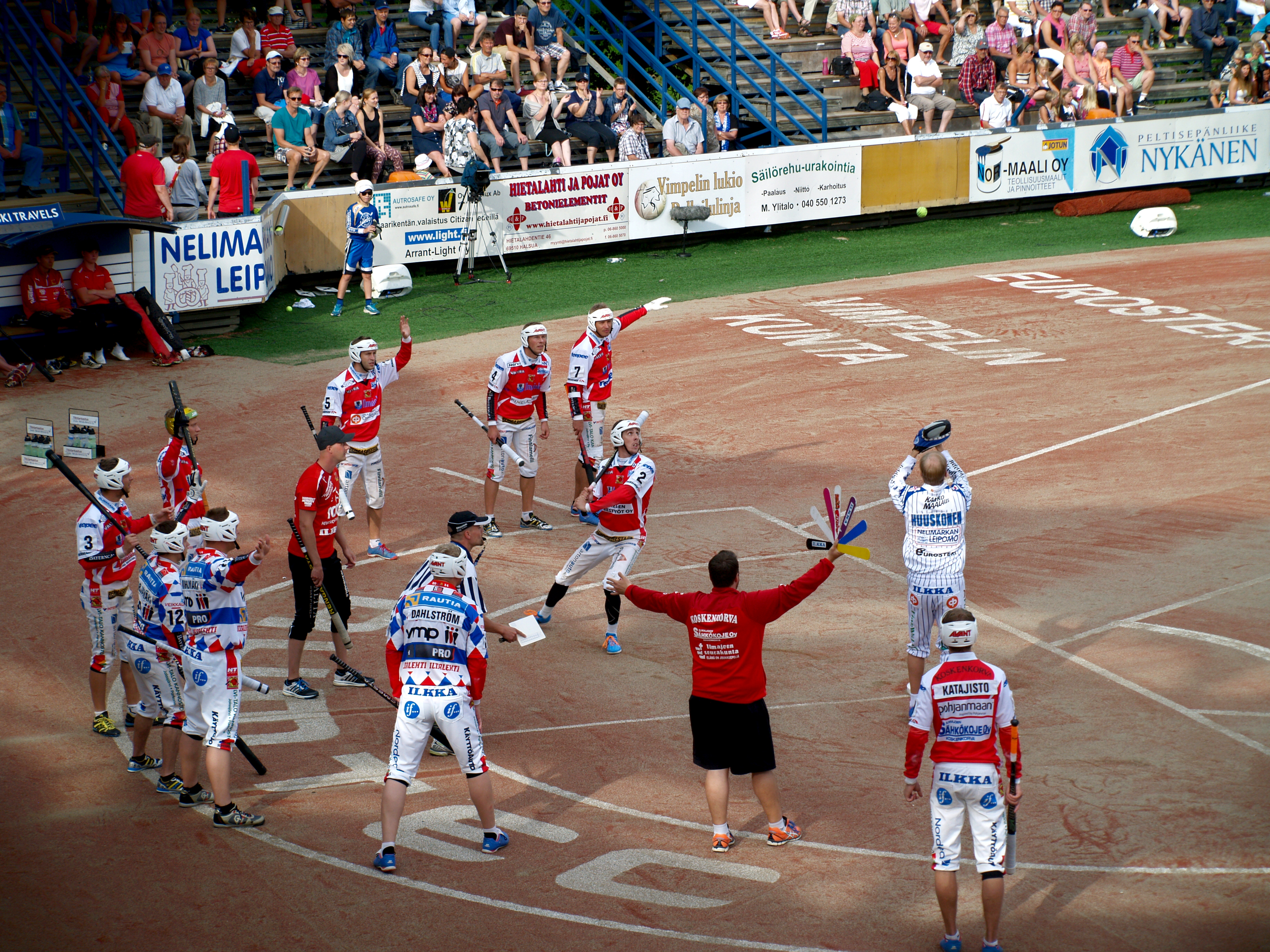
芬蘭棒球中击球时的情景

芬蘭棒球（芬蘭語：pesäpallo），或称芬式棒球，是一种使用球棍击球、需要快速跑动、跟棒球类似的体育项目，有时被誉为芬兰的国民运动。除芬兰外，此项运动在德国、瑞典、瑞士、澳大利亚、及加拿大的安大略省北部也在一定程度上开展。
芬蘭棒球把传统的击球项目跟北美的棒球相结合。芬蘭棒球是由劳里·皮赫卡拉在1920年代发明的，并随着时间的推移而改变和普及。
芬蘭棒球的基本规则跟棒球类似：进攻方尽量成功击球并依次跑垒而得分，而防守方则尽量阻止进攻方跑垒成功。和棒球的差别之一是在芬蘭棒球中投球是垂直投掷的，这使得击球及控制击球的力量和方向更加容易。这样让进攻方可以在花样、速度和战术方面更有选择余地。防守方则需要根据击球员的选择而使用不同的方案和预测。这使得这项运动带有心理游戏的色彩。
领队在芬蘭棒球起着重要作用，并使用一个彩色的扇子来施令给进攻队员。而防守方的领队则用口号和手势来组织防守。
在芬兰赫尔辛基举行的1952年夏季奥林匹克运动会中，芬蘭棒球列为表演项目。